# Tim Richmond

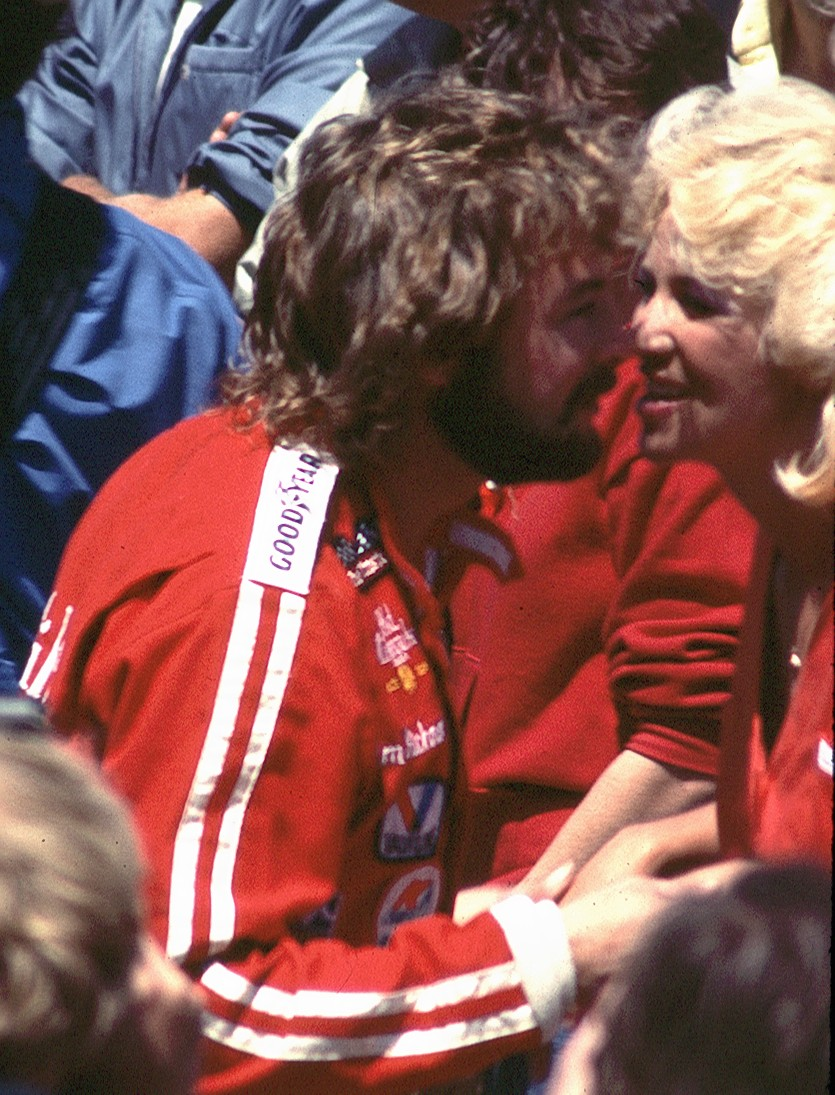
Tim Richmond

Timothy Lee Richmond, más conocido como Tim Richmond (Ashland, Ohio, Estados Unidos, 7 de junio de 1955 - Florida, Estados Unidos, 13 de agosto de 1989) fue un piloto de automovilismo estadounidense. Resultó noveno y Novato de Año en las 500 Millas de Indianápolis de 1980 de la CART. Luego compitió en la Copa NASCAR con distintas marcas del grupo General Motors, logrando 13 victorias, 42 top 5 y el tercer puesto de campeonato en 1986. 
A diferencia de lo habitual en la NASCAR en la década de 1980, Richmond provenía de una familia de clase alta, vestía a la moda, se codeaba con artistas famosos y frecuentemente hacía salidas nocturnas. Su carrera deportiva se vio interrumpida por problemas de salud y murió a los 34 años de edad. Luego de su muerte se reveló que padecía de sida.
El personaje principal de la película de automovilismo Días de trueno, interpretado por Tom Cruise, está inspirado en Tim Richmond.

## Biografía
Richmond practicó diversos deportes en su juventud, entre ellos carreras de vallas, fútbol americano y karting; en 1976 comenzó a competir en óvalos. Debutó en la CART en 1979 al disputar cinco fechas, acabando octavo en Watkins Glen. En 1980 quedó noveno en las 500 Millas de Indianápolis, quedándose sin combustible a tres vueltas de la meta, por lo que fue nombrado Novato del Año. Luego corrió en otras dos fechas, abandonando en ambas.
En julio de 1980, Richmond comenzó a competir en la Copa NASCAR con un Chevrolet del equipo de D. K. Ulrich, con el que resultó 12º en tres fechas de cinco. En 1981 disputó 15 fechas con un Buick de Ulrich, ocho con Kennie Childers, una con RahMoc y las siete finales con Bob Rogers, en su mayoría al volante de un Buick. Logró un sexto puesto, un séptimo y seis top 10, por lo que se colocó 16º en el campeonato.
El piloto participó en 25 fechas de la Copa NASCAR 1982 con un Buick de Jim Stacy. Obtuvo el primer puesto en los 400 km de Riverside y los 500 km de Riverside, el segundo en Pocono y Richmond, siete top 5 y doce top 10 en 26 carreras. Como faltó a cuatro carreras, quedó 26º en el campeonato.
Raymond Beadle contrató a Richmond en 1983 para pilotar un Pontiac. Logró una victoria en las 500 Millas de Pensilvania en Pocono, un segundo lugar en Rockingham, cuatro pole positions, diez top 5 y quince top 10 en 30 carreras. Esto le permitió ubicarse en el décimo puesto final. En 1984 venció en North Wilkesboro, llegó segundo en Dover, Darlington y Riverside, y acumuló seis top 10 y once top 10 para culminar 12º en la tabla general. El piloto consiguió un segundo puesto, un tercero, un cuarto y 13 top 10 en 1985. Esto le significó acabar 11º en el campeonato.
Richmond se unió al equipo Hendrick Motorsports en 1986. Ganó siete carreras ese año: las dos fechas de Pocono, las 400 Millas de Daytona, Watkins Glen, las 500 Millas Sureñas de Darlington, Richmond y los 500 km de Riverside. Con ocho pole positions, 13 top 5 y 17 top 10, quedó tercero en el campeonato por detrás de Dale Earnhardt y Darrell Waltrip.
Richmond se enfermó en diciembre de 1986, y fue diagnosticado con sida, una enfermedad que entonces se creía popularmente que afectaba solamente a homosexuales y drogadictos. Se ausentó de las pistas durante varios meses, afirmando que padecía de doble neumonía. En su retorno a la Copa NASCAR en junio, ganó las 500 Millas de Pocono y los 400 km de Riverside. Luego logró un cuarto puesto y un décimo en las siguientes seis carreras, tras lo cual dejó de competir.
En 1988 intentó volver a la NASCAR, pero la organización lo suspendió por dar positivo de sustancias prohibidas, que luego admitió eran en realidad un descongestivo y un antiinflamatorio de venta libre. El piloto negó que hubiera consumido drogas y demandó a la NASCAR y logró un acuerdo que le permitió volver a la Copa NASCAR. De todas manteras, no consiguió firmar con ningún equipo y no volvió a correr. Se retiró a su mansión, y tiempo después fue hospitalizado.
Richmond murió en 1989 y fue enterrado en su pueblo natal Ashland, sin que se explicara la causa. Dos semanas después, su médico reveló que había padecido de sida y que había sido infectado al tener relaciones sexuales con una mujer sin identificar.